# Океанариум залива Монтерей

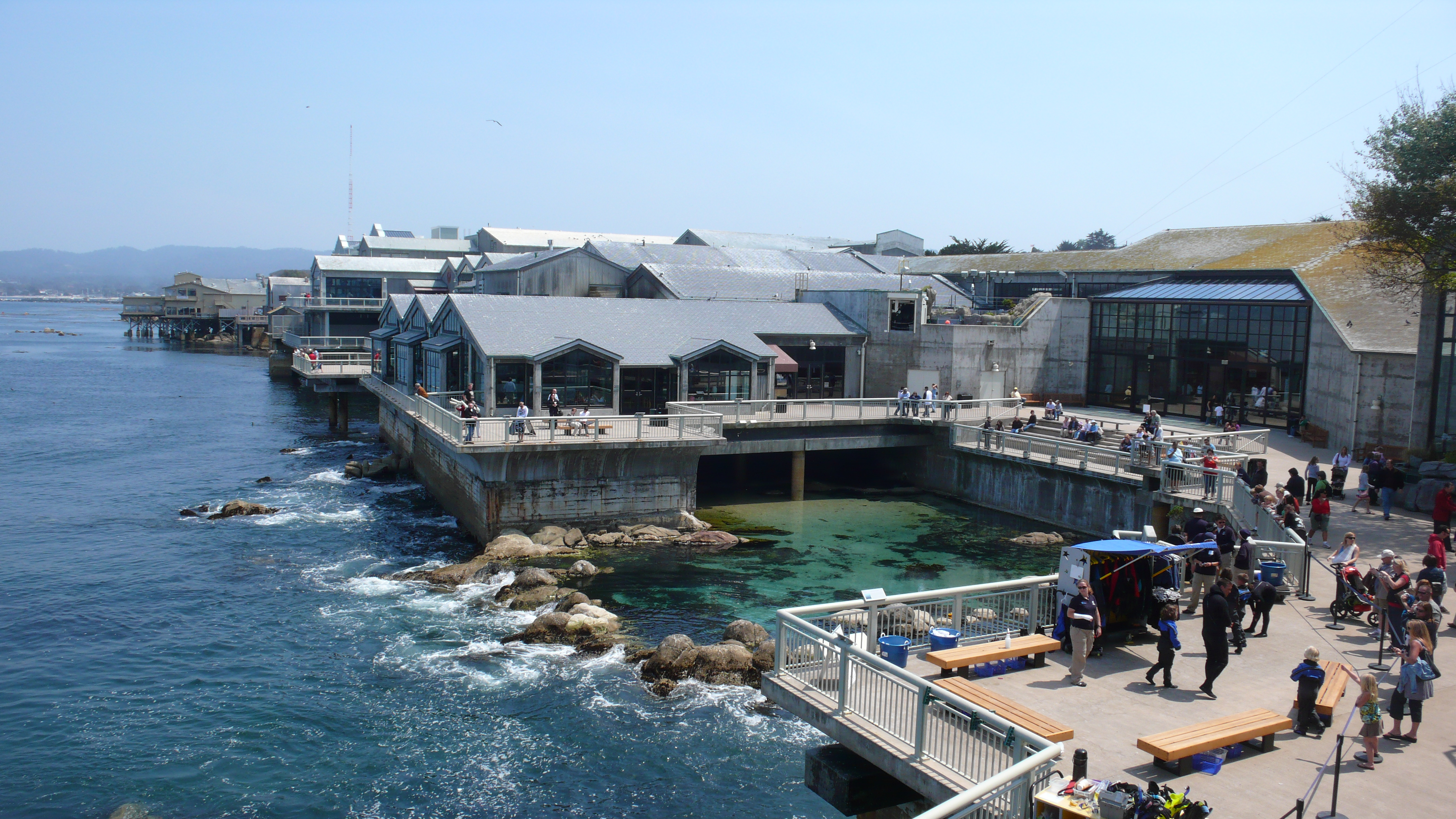

Океанариум залива Монтерей (англ. Monterey Bay Aquarium) — океанариум, расположенный в Монтерее, штат Калифорния, США. Был открыт 20 октября 1984 года. Штат сотрудников насчитывает 420 человек.
Один из крупнейших аквариумов в мире. Среди его обитателей — скаты, морские звёзды, медузы, тунцы, акулы, морские коньки и другие морские животные, в общей сложности более 600 видов. Морская вода в океанариум поступает непосредственно из залива Монтерей. В год его посещают свыше 1,8 миллиона человек. При океанариуме работает институт морских исследований. Аквариум известен своими инновационными экспозициями, программами спасения морских животных и исследованиями, включая открытие Уайт-Шарк-Кафе в 2002 году.
Океанариум не финансируется правительством и существует за счёт взносов посетителей и доходов от организации различных мероприятий.

## История
Аквариум был основан в 1984 году благодаря усилиям организации Холденс-Хед Фаундейшн и при поддержке местных бизнесменов. Здание построено на месте бывшей консервной фабрики, что символизирует переход региона от промышленного рыболовства к сохранению морских ресурсов.  В 2009 году открыт центр исследований и сохранения океана (Ocean Conservation Research Center), ставший базой для международных проектов.

## Экспозиции и фауна
Аквариум воссоздаёт экосистемы Тихого океана, демонстрируя более 600 видов морских организмов:

### Калифорнийский залив
- Морские котики (Zalophus californianus) — живут в открытом бассейне с видом на залив.
- Тюлени-ларги (Zalophus californianus) — участвуют в ежедневных кормлениях для посетителей.
- Оливковые морские черепахи (Lepidochelys olivacea) — реабилитируются после спасения в Мексике.

### Открытый океан
- Синие акулы (Prionace glauca) — плавают в 1,2-миллионном литровом аквариуме.
- Рыбы-луна (Mola mola) — крупнейшие костные рыбы, часто демонстрирующие уникальное поведение.
- Скаты-манты (Manta birostris) — вращаются в толще воды, создавая «танцующий» эффект.

### Глубины Тихого океана
- Акулы-няньки (Scyliorhinus canicula) — маленькие глубоководные акулы с яркими узорами.
- Гигантские кальмары (Architeuthis dux) — представлены в виде интерактивных моделей (живых экземпляров не содержат).
- Скаты-хвостоколы (Urolophus halleri) — обитают на дне в зоне «Уайт-Шарк-Кафе».

### Приливные зоны
- Морские звезды (Pisaster ochraceus) — доступны для тактильного знакомства.
- Морские огурцы (Parastichopus californicus) — играют ключевую роль в очистке дна.
- Красные крабы (Pleuroncodes planipes) — массово скапливаются в бассейнах приливов.

## Научные исследования
Аквариум играет ключевую роль в изучении морских хищников:
- В 2002 году впервые отследил миграцию белых акул в регион Уайт-Шарк-Кафе с помощью спутниковых меток.
- С 2011 года реализует проект по спасению сивучей (Callorhinus ursinus), чья популяция сократилась на 90%.
- Разрабатывает технологии искусственного разведения оливковых морских черепах для возвращения их в дикую природу.

## Образовательные программы
- Океан в классе — бесплатные уроки для школ США по экологии океана.
- Юный океанолог — летние лагеря для детей с практикой в морских заповедниках.
- Глобальный океанский форум — ежегодная конференция для учёных и политиков, посвящённая климатическим изменениям.